# إليسيو ألفاريز (سياسي)
إليسيو ألفاريز (28 سبتمبر 1932 - 9 ديسمبر 2016) سياسي برازيلي.
كان نائباً اتحادياً لمجلس النواب البرازيلي لولاية إسبريتو سانتو (1970-1975)، وحاكم ولاية إسبريتو سانتو (1975-1979)، وعضو مجلس الشيوخ (1991-1994، 1995-1999)، ووزير التجارة (1994) خلال إدارة فرانكو، ووزير الدفاع (1999-2000) خلال حكومة كاردوسو.